# Sphinx cenisius
Sphinx cenisius är en fjärilsart som beskrevs av Jordan 1931. Sphinx cenisius ingår i släktet Sphinx och familjen svärmare. Inga underarter finns listade i Catalogue of Life.